# Aeródromo El Boco
El Aeródromo El Boco (OACI: SCQL), es un terminal aéreo ubicado en el sector de El Boco, perteneciente a la comuna de Quillota, Provincia de Quillota, Región de Valparaíso, Chile. Este aeródromo es de carácter público. Cuenta con una pista de maicillo de 500 m de extensión, y en sus recintos funciona el Club Aéreo de Quillota.